# Meljak
Meljak (srbsky Мељак) je vesnice ve střední části Srbska, ze správního hlediska spadající pod opštinu Barajevo, součást hlavního města Bělehradu. Rozkládá se na silnici č. 22, tzv. Ibarské magistrále.
V roce 2011 zde žilo 2208 lidí. Počet obyvatel setrvale stoupá (cca od roku 1980) a to vlivem suburbanizace hlavního města Bělehradu. Z národnostního hlediska je obyvatelstvo téměř zcela srbské národnosti. Vesnici tvoří především nízké domy, na dvě části ji dělí uvedená komunikace. Meljak má i svojí školu, vybudována byla roku 1936.